# ماتسوساکا، میه
ماتسوساکا در استان میه در کشور ژاپن واقع شده‌است که دارای جمعیت ۱۶۹٬۵۷۱ نفر و مساحت ۶۲۳٫۸۲ کیلومتر مربع با تراکم جمعیت ۲۷۲ نفر در کیلومترمربع است و در تاریخ ۱ فوریه ۱۹۳۳ به عنوان شهر شناخته شد.